# Conway, Florida
Conway är en ort (CDP) i Orange County, i delstaten Florida, USA. Enligt United States Census Bureau har orten en folkmängd på 13 467 invånare (2010) och en landarea på 8,9 km².